# Зогу, Маджида
Маджида Зогу (алб. Maxhide Zogu; 1907—1969) — албанская принцесса, одна из шести сестёр короля Албании Ахмета Зогу.

## Биография
Маджида была дочерью Джемала-паши Зогу и Садии Топтани, а также одной из шести сестёр короля Албании Зогу I. Когда её брат в 1928 году взошёл на албанский престол, Маджида со своими братьями и сёстрами получили статус принцев и принцесс Зогу.
В отличие от двух своих старших сестер, принцесс Адили Зогу и Нафии Зогу, которых редко можно было увидеть на публике, король отдал своим остальным четырём младшим сёстрам официальные роли в королевском представительстве. В первые годы его правления принцессы жили традиционной для членов королевской семьи изолированной жизнью в дворцовом комплексе и редко появлялись на публике, но это изменилось к моменту свадьбы принцессы Сении в 1936 году. С того момента король регулярно устраивал официальные королевские балы, а его четыре младшие сестры появлялись на публике с официальными королевскими представительскими поручениями: принцессе Ксение поручалось выполнение задач в области здравоохранения, принцессе Рухие — образования, принцессе Мюзеен Зогу — культуры, а Маджиде — в спорте. Чтобы подготовить их к подобной деятельности, принцессам давали уроки игры на фортепиано, танцев, языков и верховой езды. Их также отправляли несколько раз в Западную Европу, где они отметились своими высокозатратными походами по магазинам. Когда в 1937 году король запретил ношение хиджаба в стране, он позаботился о том, чтобы его сёстры появлялись на публике без соответствующих покрывал и одевались по западной моде, становясь таким образом образцами для подражания для других женщин.
Перед королевской свадьбой короля в 1938 году три младшие принцессы, включая Маджиду совершили поездку в США, где им было уделено много внимания.

### Изгнание
Она покинула Албанию с остальной частью королевской семьи в 1939 году после начала Второй мировой войны и в 1940 году последовала за бывшим королём в Великобританию. В 1946 году она, как и остальные сёстры, кроме Адили, отправились вслед за братом в Египет, а в 1955 году — во Францию, где тот и умер. Маджида жила во Франции со своими сёстрами до самой смерти.